# Université Panthéon-Sorbonne
Université Panthéon-Sorbonne är ett offentligt universitet i Paris, grundat 1971.